# 南溪南村
南溪南村是中华人民共和国安徽省黄山市屯溪区东北郊屯光镇的一个行政村,位于屯溪区辖境东部，东侧毗邻歙县。
南溪南村在历史上属于歙县篁墩乡，1987年徽州地区改为黄山市时，南溪南归属划歙县西部成立的徽州区，1988年又划入屯溪区。
2012年6月21日，南溪南村的吴中明坊和吴蔚起坊两座明清牌坊，以“南村牌坊”之名公布为第六批安徽省文物保护单位。
2019年9月27日，南溪南村入选安徽首批美丽乡村示范村名单。
2023年3月19日，南溪南村列入第六批中国传统村落名录。